# Archiv des Katholischen Militärbischofs
Das Archiv des Katholischen Militärbischofs (AKMB) ist ein kirchliches Archiv mit Sitz in Berlin. Es ist Bestandteil der Kurie des Katholischen Militärbischofs für die Deutsche Bundeswehr. Es ist zuständig für die Verwaltung und Erschließung des archivwürdigen Schrift-, Bild- und Tonguts der Kurie des Katholischen Militärbischofs und seines Jurisdiktionsbereichs. Darüber hinaus sammelt es Dokumentationsgut zur Geschichte der Militärseelsorge.

## Geschichte
Die Gründung des Archivs erfolgte am 18. November 1977 durch den Katholischen Militärbischof für die deutsche Bundeswehr, Elmar Maria Kredel. Das Archiv wurde von 1978 bis 2000 von Hans-Peter Aug geleitet. Ihm folgten Monica Sinderhauf (2000–2013) und Markus Seemann (seit 2014). Das Archiv war bis 2000 in Bonn ansässig und zog dann mit der Kurie des Katholischen Militärbischofs nach Berlin um.

## Bestände
Grundstock des Archivbestands bildet die von dem ehemaligen Feldgeneralvikar der Wehrmacht, Georg Werthmann (1898–1980) angelegte „Sammlung Werthmann“ mit Unterlagen zur katholischen Feldseelsorge in der Wehrmacht. Den Schwerpunkt der Überlieferung bildet heute die Militärseelsorge in der Bundeswehr seit 1956. Die Sammlung der Kirchenbücher aus deutschen Garnisonpfarreien reicht bis 1730 zurück. Zum Archiv gehört eine Historische Dienstbibliothek mit Literatur zur Geschichte der Militärseelsorge.